# Laphria barbicrura
Laphria barbicrura là một loài ruồi trong họ Asilidae. Laphria barbicrura được Rondani miêu tả năm 1875. Loài này phân bố ở miền Ấn Độ - Mã Lai.